# Steenhuffel
Steenhuffel is een dorp in de Belgische provincie Vlaams-Brabant. Het is net als Malderen een deelgemeente van Londerzeel. Steenhuffel was een zelfstandige gemeente tot aan de gemeentelijke herindeling van 1977.

## Geschiedenis
Steenhuffel is vermoedelijk gelegen aan de oude heirbaan van Asse over Hellegat en Niel. Steenhuffel groeide uit van een kleine Romeinse nederzetting bestaande uit enkele woningen tot een volwaardig heerlijkheid met eigen rechtspraak gedurende de middeleeuwen. De vroegste vermelding van Steenhuffel gaat terug tot 1112 en werd geschreven als 'Stenhufle'. Steenhuffel zou in de 12e eeuw uitgebouwd zijn en viel onder het bestuur van de toenmalige heren van Robbroek. 

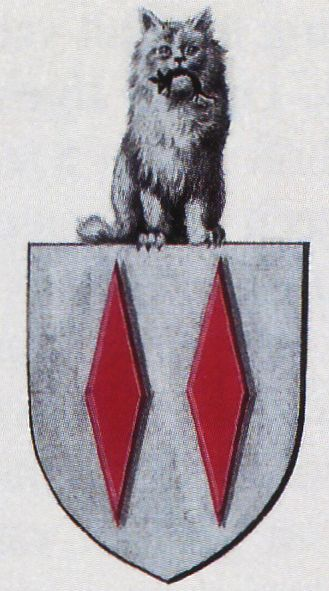
Het wapenschild van Steenhuffel.

In 1288 liet Daneel van Bouchout als opperrechter van Brabant een stenen woontoren optrekken wat men later zou kennen als Diepensteyn of 'steen in de diepte'. De toenmalige woontoren van het huidige kasteel Diepensteyn maakte deel uit van een reeks militaire bolwerken van Hertog Jan I van Brabant. Hierdoor versterkte het geslacht van Bouchout hun macht over Steenhuffel en week het riddergeslacht van Robbroek later uit naar de heerlijkheid Mechelen.

## Bezienswaardigheden
- De Sint-Genovevakerk
- Het Kasteel Diepensteyn
- Het Hemelrijkhof of Robbroekhof
- De Diepensteynmolen
- De Marselaersmolen
- De Leirekensroute was vroeger een spoorweg die Londerzeel met Aalst verbond en is nu een met fauna en flora omgeven fietsroute dwars doorheen het dorp.

## Natuur en landschap
Steenhuffel ligt aan de Grote Molenbeek. Het is betrekkelijk vlak. De hoogte varieert tussen 15 en 25 meter.

## Demografische ontwikkeling
- Bronnen:NIS, Opm:1831 tot en met 1970=volkstellingen; 1976 = inwoneraantal op 31 december

## Wapenschild
Het wapenschild van Steenhuffel kan men vandaag nog terugvinden in het wapenschild van de gemeente Londerzeel. De beschrijving: "In zilver twee roode spitsruiten naast elkander; het schild overdekt met een zittende en aanziende zilveren kat, in den muil een zwarten muis houdende".
Het wapenschild werd officieel erkend in 1913 maar de twee rode spitsruiten zouden al in de 14de eeuw verschijnen op de zegels van de heerlijkheid Steenhuffel. De kat zou vanaf de 17de afgebeeld worden en vind haar oorsprong bij het wapenschild van de familie Micault die van 1626 tot 1648 de eigenaars waren van Steenhuffel.

## Economie
- In de brouwerij Palm wordt o.a. het amberbier Palm en de pils Bock gebrouwen. Sinds de samenwerking met Brouwerij Duvel Moortgat werd stopgezet, werkt brouwerij De Hoorn (Steenhuffel) samen met brouwerij De Gouden Boom (Brugge), waardoor Steendonk nu vervangen is door Steenbrugge.

## Sport
Het dorp kent de voetbalclub SK Steenhuffel (derde provinciale), zaalvoetbalclub Steenhuffel (derde provinciale), sportvissersvereniging Carper Noctem, ruitervereniging Paardenclub RC, twee biljartverenigingen (Dibango's en de Flippers) en badmintonvereniging De Pluim.

## Geboren in Steenhuffel
- Andreas Heyvaert (±1584-1639), schepen, kerkmeester en meier van Opwijk
- Marc Leemans (1961), vakbondsleider

## Afbeeldingen

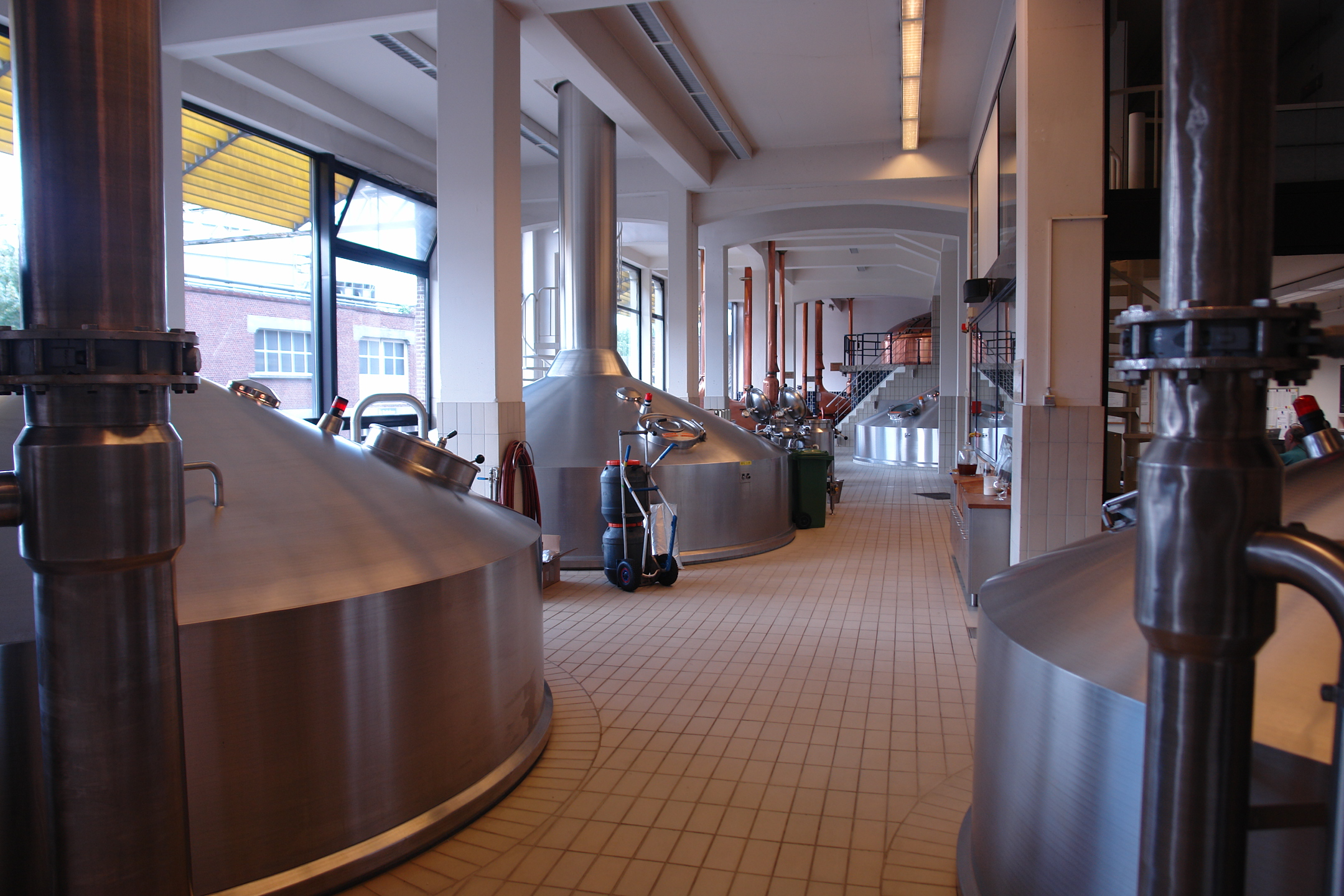
Palm, brouwerij (2007)
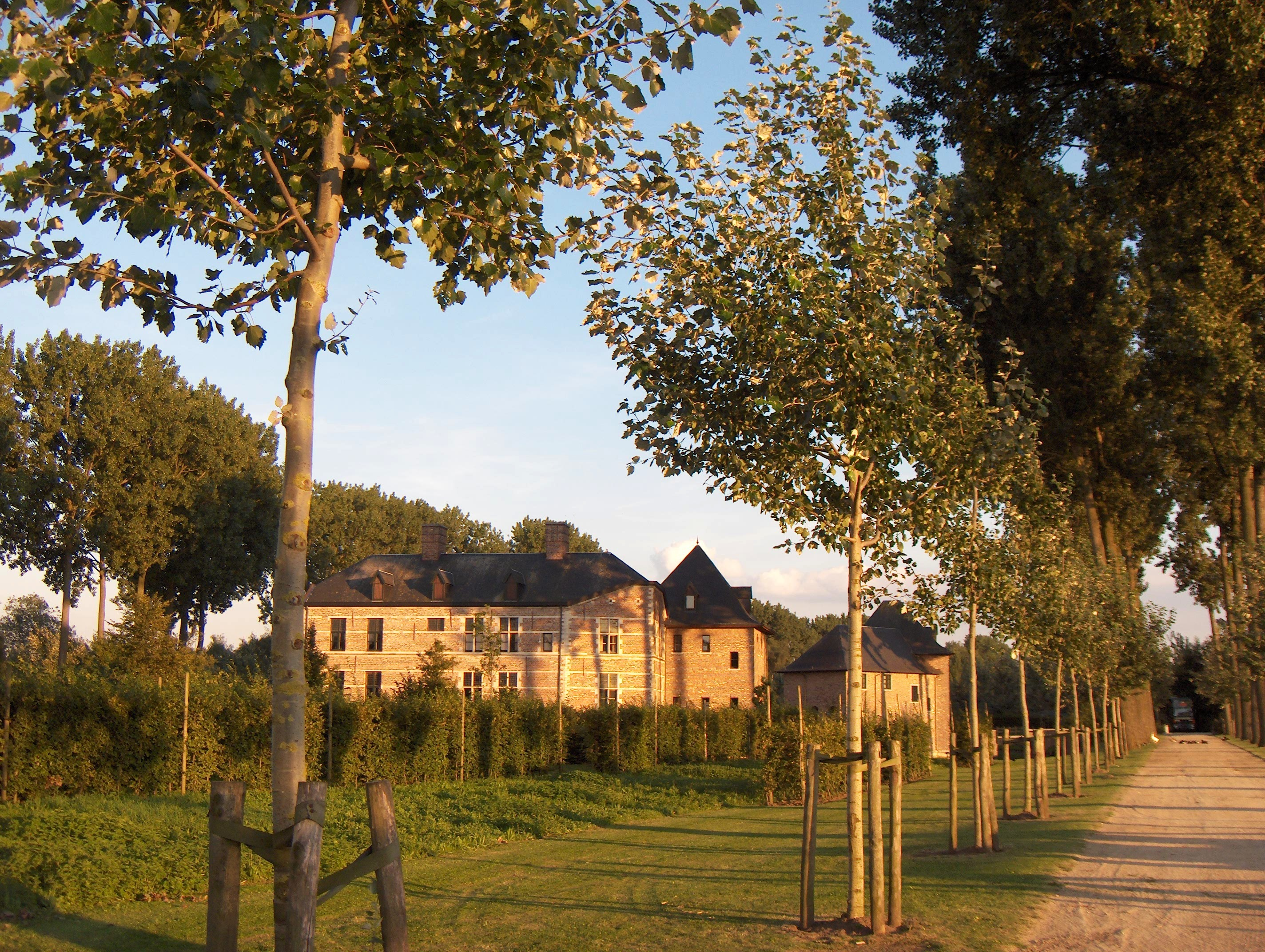
Kasteel Diepensteyn (2007)
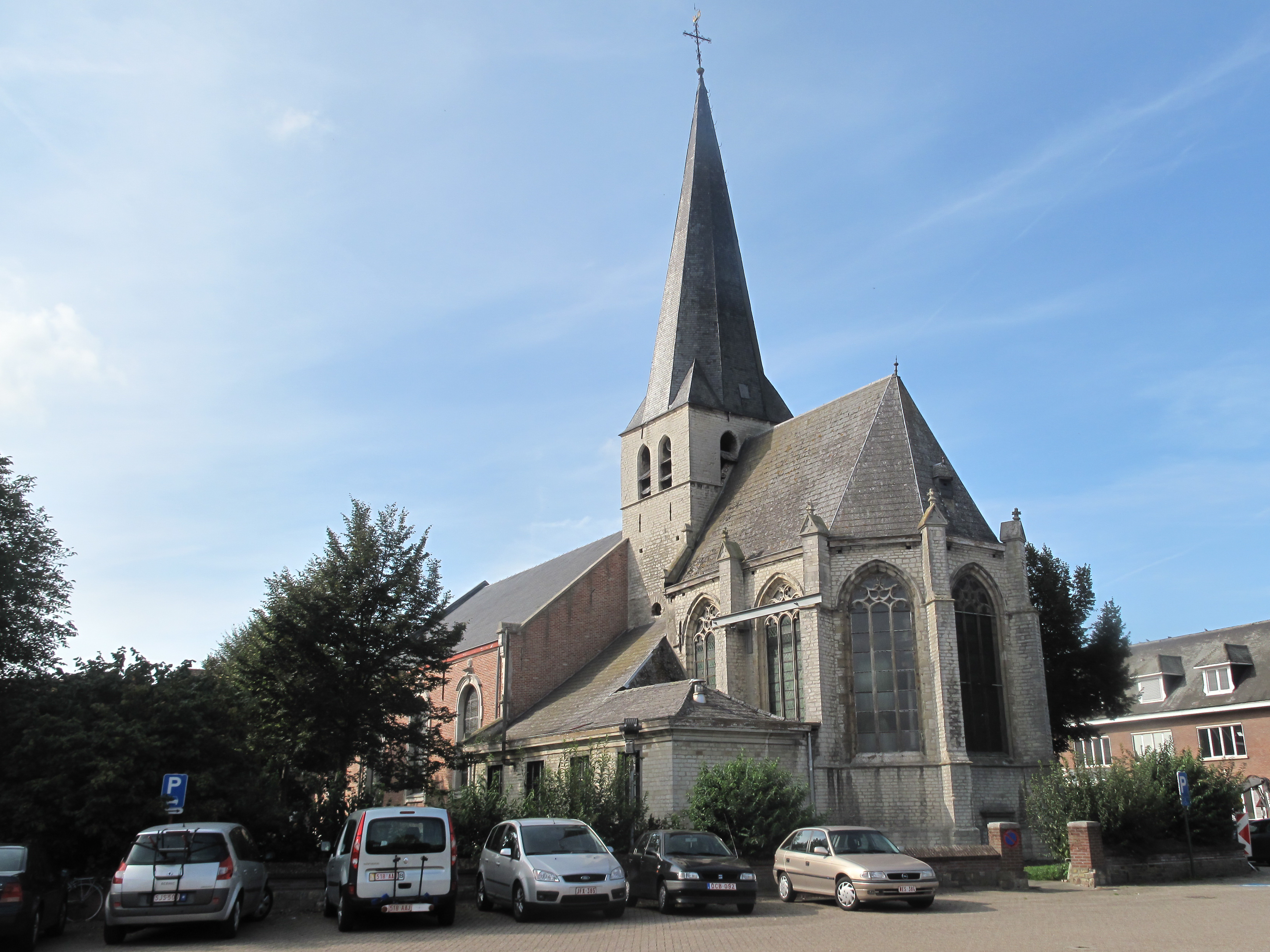
Steenhuffel, kerk
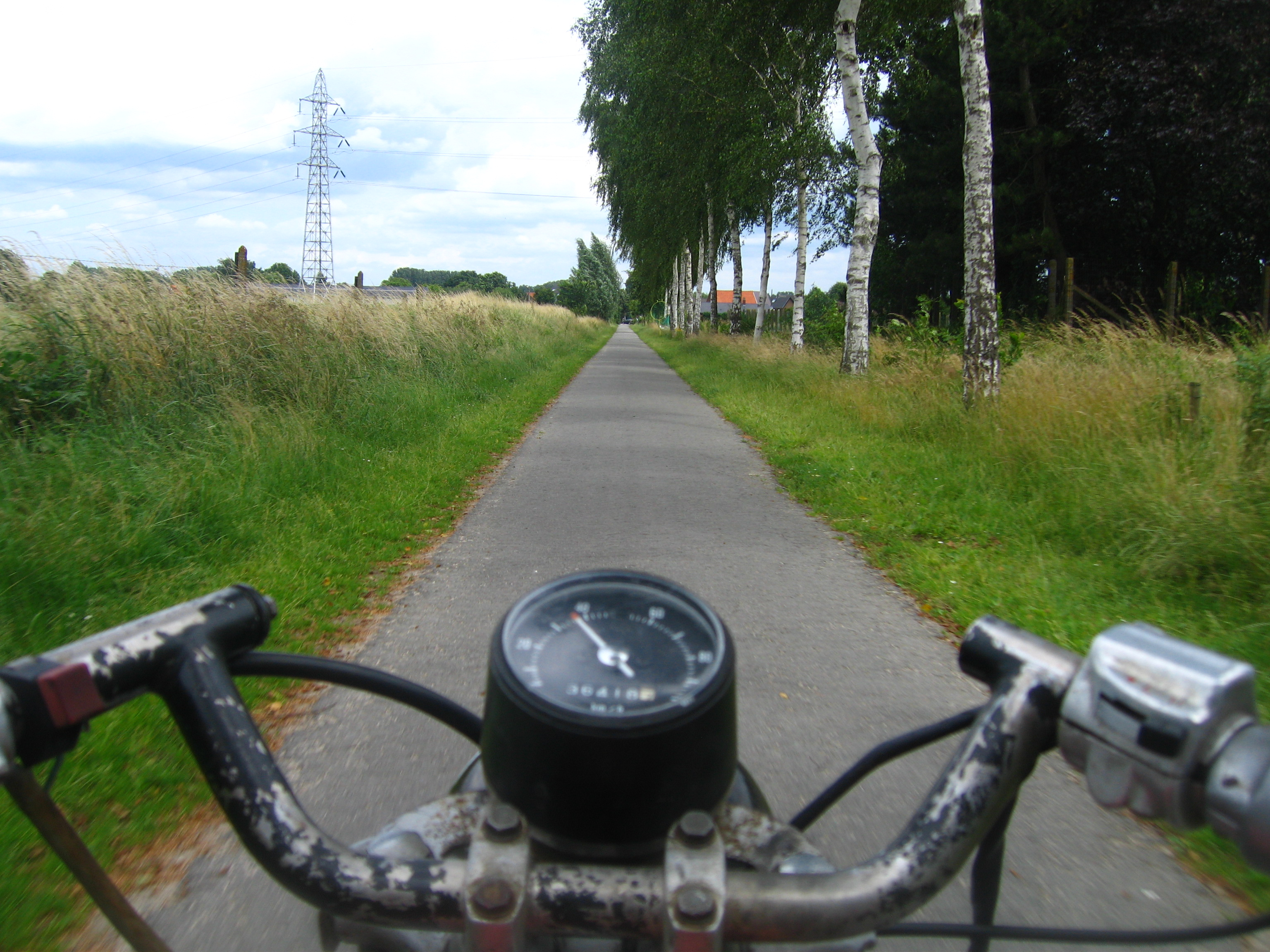
Leirekensroute (2007)

## Nabijgelegen kernen
Peizegem, Merchtem, Rossem, Malderen